# Lucio Cincio Alimento
Lucio Cincio Alimento  fue un político, militar y escritor romano de finales del siglo III a. C. autor de unos anales escritos en griego.

## Familia
Cincio fue miembro de los Cincios Alimentos, una familia de la gens Cincia, y hermano de Marco Cincio Alimento. Su relación con otros Cincios contemporáneos es desconocida.

## Carrera pública
Nació alrededor del año 250 a. C. Ejerció la pretura en el año 210 a. C. y sirvió a las órdenes de Marco Valerio Levino en Sicilia durante tres años. De regreso a la península itálica en el año 208 a. C., puso sitio a Locri, pero fue derrotado por Aníbal. Ese mismo año, el Senado le envió en embajada para que convenciera al cónsul Tito Quincio Crispino de que nombrara un dictador que presidiera los comicios. Es entonces cuando se cree que fue capturado por Aníbal. Durante su cautiverio reunió información que después usó en sus escritos.

## Obras
Escribió unos anales en griego desde los orígenes de la Ciudad hasta la segunda guerra púnica que apenas tuvieron repercusión en la historiografía romana posterior. Dio una fecha distinta para la fundación de Roma y narró el fin de Espurio Melio de otra manera. Algunos estudiosos como Reinhold Niebuhr lo identificaron con el jurista y anticuarista Lucio Cincio, pero posteriores estudios prefieren ver a este como un autor de época augústea.